# Raymond (Iowa)
Raymond és una població dels Estats Units a l'estat d'Iowa. Segons el cens del 2000 tenia 537 habitants.

## Demografia
Segons el cens del 2000, Raymond tenia 537 habitants, 204 habitatges, i 161 famílies. La densitat de població era de 134,6 habitants/km².
Dels 204 habitatges en un 33,8% hi vivien nens de menys de 18 anys, en un 69,1% hi vivien parelles casades, en un 7,4% dones solteres, i en un 20,6% no eren unitats familiars. En el 18,1% dels habitatges hi vivien persones soles el 6,9% de les quals corresponia a persones de 65 anys o més que vivien soles. El nombre mitjà de persones vivint en cada habitatge era de 2,63 i el nombre mitjà de persones que vivien en cada família era de 2,98.
Per edats la població es repartia de la següent manera: un 26,4% tenia menys de 18 anys, un 5,4% entre 18 i 24, un 28,5% entre 25 i 44, un 26,6% de 45 a 60 i un 13% 65 anys o més.
L'edat mediana era de 38 anys. Per cada 100 dones de 18 o més anys hi havia 93,6 homes.
La renda mediana per habitatge era de 47.813 $ i la renda mediana per família de 55.417 $. Els homes tenien una renda mediana de 39.306 $ mentre que les dones 25.192 $. La renda per capita de la població era de 22.201 $. Entorn del 3,3% de les famílies i el 3,6% de la població estaven per davall del llindar de pobresa.

## Poblacions més properes
El següent diagrama mostra les poblacions més properes.